# Избори за заступнике у Хрватски сабор 1995.
Избори за заступнике у Хрватски сабор 1995. трећи су вишепартијски парламентарни избори у Хрватској и други од независности. Избори за посланике у Заступнички дом Сабора Републике Хрватске организовани су 29. октобра 1995. године.
Мандат другог сазива Хрватског сабора требало је да истекне годину дана касније, односно 1996. године. Међутим владајућа Хрватска демократска заједница и председник Фрањо Туђман настојали су максимално искористити националну еуфорију након Операције Олуја и хрватске војне успехе у суседној Босни и Херцеговини. Заступнички дом је распуштен, али је пре тога донео нови изборни закон који је измијенио изборни систем како би додатно побољшао резултат владајуће странке.
По новом закону, 28 посланика се бирало по већинском систему у изборним јединицама, док се 80 посланика бирало пропорционално с државних листа, с тиме да је изборни праг повећан на 5%. Новина у закону је била повећање изборног прага за заједничке листе више странака - 8% за коалицију за две и 11% за коалицију три или више странака. Та су правила била донесена како би одвратиле мале опозиционе странке да се удруже, односно да их натјерају да наступају појединачно, при чему би многе од њих завршиле испод цензуса, те тако пропалим гласовима донели додатне мандате најјачој странци. Док је 12 места задржано за хрватску дијаспору, број места резервисаних за етничке мањине се смањио.

## Резултати
|                                         |                                      | Државне листе | Државне листе | Државне листе | Државне листе | Појединачне изборне јединице | Појединачне изборне јединице | Дијаспора | Дијаспора | Укупно  | Укупно | Промена |
| Странке и коалиције                     | Странке и коалиције                  | Гласова       | %             | Мандати       | %             | Мандати                      | %                            | Мандати   | %         | Мандати | %      | %       |
| --------------------------------------- | ------------------------------------ | ------------- | ------------- | ------------- | ------------- | ---------------------------- | ---------------------------- | --------- | --------- | ------- | ------ | ------- |
| Хрватска демократска заједница          | Хрватска демократска заједница       | 1.093.403     | 45,23         | 42            | 52,50         | 21                           | 75,00                        | 12        | 100,00    | 75      | 59,06  | -2.53   |
|                                         | Хрватска сељачка странка             | 441.390       | 18,26         | 16            | 20,00         | 2                            | 7,14                         | 0         | 0,00      | 18      | 14,17  |         |
| Истарски демократски сабор              |                                      | 441.390       | 18,26         | 16            | 20,00         | 2                            | 7,14                         | 0         | 0,00      | 18      | 14,17  |         |
| Хрватска народна странка                |                                      | 441.390       | 18,26         | 16            | 20,00         | 2                            | 7,14                         | 0         | 0,00      | 18      | 14,17  |         |
| Хрватска хришћанско-демократска унија   |                                      | 441.390       | 18,26         | 16            | 20,00         | 2                            | 7,14                         | 0         | 0,00      | 18      | 14,17  |         |
| Славонско-барањска хрватска странка     |                                      | 441.390       | 18,26         | 16            | 20,00         | 2                            | 7,14                         | 0         | 0,00      | 18      | 14,17  |         |
| Хрватска социјално-либерална странка    | Хрватска социјално-либерална странка | 279.345       | 11,55         | 10            | 12,50         | 2                            | 7,14                         | 0         | 0,00      | 12      | 9,45   | -0.69   |
| Социјалдемократска партија              | Социјалдемократска партија           | 215.839       | 8,93          | 8             | 10            | 2                            | 7,14                         | 0         | 0.00      | 10      | 7,87   | -0.10   |
| Хрватска странка права                  | Хрватска странка права               | 121.095       | 5,01          | 4             | 5,00          | 0                            | 0,00                         | 0         | 0,00      | 4       | 3,15   | -0.47   |
| Остали                                  | Остали                               | 266.302       | 11,1          | 0             | 0,00          | 1                            | 3,57                         | 0         | 0,00      | 6       | 4,74   |         |
| Српска народна странка                  | Српска народна странка               |               |               | 0             | 0,00          | 0                            | 0                            | 0         | 0,00      | 2       | 1,56   |         |
| Укупно                                  | Укупно                               |               |               | 80            | 100,00        | 28                           | 100,00                       | 12        | 100,00    | 127     | 100,00 |         |
| Неважећи листићи                        | Неважећи листићи                     | 82.666        |               |               |               |                              |                              |           |           |         |        |         |
| Укупно гласова                          | Укупно гласова                       | 2.500.040     |               |               |               |                              |                              |           |           |         |        |         |
| Регистрованих бирача                    | Регистрованих бирача                 | 3.634.233     |               |               |               |                              |                              |           |           |         |        |         |
| Извори: Резултати парламентарних избора |                                      |               |               |               |               |                              |                              |           |           |         |        |         |